# Auguste Bussière
Pour les articles homonymes, voir Bussière.
Auguste Bussière, né à Lespinoy (Pas-de-Calais) le 11 juillet 1810 et mort à Madrid le 11 mai 1891, est un critique littéraire français.

## Biographie
Collaborateur à la Revue de Paris et au quotidien Le Temps, il n'a laissé que peu de traces. Il est, vers 1835-1837, au nombre des correspondants de Sainte-Beuve.
Il a donné quatre articles à la Revue des deux Mondes  sur Jules Janin (15 janvier 1837), sur Stendhal, sur Eugène Sue et sur le maréchal Bugeaud. Il a également écrit plusieurs articles sur des œuvres de George Sand dans la Revue de Paris (14 et 28 mai 1837, 30 juillet 1837  et 22 décembre 1839). Il accompagna Alexis de Tocqueville en Algérie et tira de ce voyage des Souvenirs et récits, parus dans la Revue des deux Mondes le 1er novembre 1853. Il s'exila en Espagne après le coup d'État de Napoléon III en 1851.

## Source
- Notice biographique par Georges Lubin dans George Sand, Correspondance, Paris, Garnier, 1964-1991, vol. IV, p. 894-895